# CD280
CD280（分化群280，也称为甘露糖受体2型，MRC2，ENDO180，尿激酶型纤溶酶原激活物受体相关蛋白，uPARAP）是一个位于17号染色体的人类基因，表达一种醣蛋白，属于甘露糖受体家族。